# Nam June Paik Art Center
Das Nam June Paik Art Center (NJPAC) (koreanisch 백남준아트센터) ist ein Museum für den Medienkünstler Nam June Paik (1932–2006) in der Umgebung der Hauptstadt Seoul, Südkorea.

## Museumskonzept
Ein Zentrum für seine Videokunst stellte sich Paik in einem humorvollen Essay 1992 vor: „Ich werde mein (Testament) aufschreiben, damit ich es später nicht zurückziehen kann ... Finanziell sollen 40 Prozent (meines Geldes) für ein bescheidenes Video-Computer-Kunstmuseum ausgegeben werden. Es soll im Jahr 2010 eröffnet werden (ich werde vielleicht noch leben) und im Jahr 2032 geschlossen werden (ich werde 100 Jahre alt sein).“ Tatsächlich wurde er bis zu seinem Tod in die Erarbeitung des Konzepts für das Museums einbezogen. Heute beherbergt es 119 Kunstwerke des Künstlers, darunter die Arbeiten TV Garden, TV Fish und The Rehabilitation of Genghis-Khan. Archiviert wurden weitere 2.285 Videoaufnahmen auf analogen Medien wie VHS-Kassetten.
Das Museum hat das Ziel, verschiedene Facetten des Erbes von Nam June Paik zu erschließen und mit aktuellen Tendenzen neuerer Künstlergenerationen in einen Diskurs zu bringen. Es orientiert sich international und möchte bezogen auf die kuratorischen Praxis und Ausstellungsprogramme neue Wege gehen. Das NJPAC ist bestrebt, experimentell zu arbeiten. Die Kombinationen von Kunst, Technologien und Geisteswissenschaften soll in die Gesellschaft hineingetragen werden. Dazu arbeitet es mit lokalen, nationalen und internationalen Kuratoren, Akademikern, Künstlern und der lokalen Bevölkerung zusammen. Es soll eine Plattform für die Formulierung und den Austausch von Theorien und Hypothesen bieten.
Das NJPAC wurde am 30. April 2008 eröffnet. Es zeigt jährlich sechs bis sieben Ausstellungen sowie experimentelle Performances in der Tradition von Fluxus. Mit dem alle zwei Jahre verliehenen Nam June Paik Art Center Prize fördert es aufstrebende und etablierte Künstler. Zu den weiteren Kernprogrammen gehören ein Symposium, ein Oral-History-Projekt sowie die Veröffentlichung einer wissenschaftlichen Zeitschrift, von Ausstellungskatalogen und Forschungsmonografien.

### Ausstellungen (Auswahl)
- 2008/09 inaugural art festival
- 2008/09 now jump, Station_1: Allan Kaprow, Anzaï, Bas Jan Ader, Byungki Whang, Charlotte Moorman, Eunjoo Lee, George Brecht, George Maciunas, Hans G. Helms, Hermann Nitsch, Joe Jones, John Cage, Joseph Beuys, Karlheinz Stockhausen, Klaus Barisch, Kulim Kim, Kunyong Lee, Larry Miller, Manfred Leve, Manfred Montwé, Mary Bauermeister, Merce Cunningham, Nam June Paik, Naoki Ishikawa, Neungkyoung Sung, Otto Muehl, Peter Fischer, Peter Moore, Peter Weibel, Robert Filliou, Shiomi Meiko, Shuya Abe, Sukhi Kang, Sylvano Bussotti, Ulrich Bassenge, Wang Xingwei, William Gedney, Xiao Zhuang, Yiso Bahc, Yuji Takahashi; Station_2: Annie Vigier & Franck Apertet, Antonia Baehr, Boris Charmatz, Byungjun Kwon, Claudia Triozzi, Donghee Koo, Dora Garcia, Forced Entertainment, Guido van der Werve, Guillaume Désanges, Hwayeon Nam & Younggyu Jang, Hyoungmin Kim, Kris Verdonck, La Ribot, Peter Welz, Romeo Castellucci, Ryoji Ikeda, Rimini Protokoll, Toshiki Okada, Vincent Dupont, William Forsythe; Station_3: A kills B, André Gonçalves, Aurélien Froment, Bik Van der Pol, Bomin Kim, Changsub Choi, Choongsup Lim, Dujin Kim, Herwig Weiser, Hontoban – Anthony Bannwart, Jackson Hong, Jan Fabre, Joongki Geum, Jueun Lee, Kiyoshi Kuroda, Kyungwon Moon, Manon de Boer, Marjolijn Dijkman, MeeNa Park, Minsuk Cho, Namaiki, Paolo Soleri, Paul Granjon, Rene Daalder, Rostarr, Sasa (44), Sergio Prego, Seungmo Seo, Stephan Reusse, Stephen Smith/Neasden Control Centre, Susie Lim, Sulki & Min, Wolsik Kim, Yangachi, Zilvinas Kempinas; Station_4: A special project by castillo/corrales
- 2009 The First Stop on the Super Highway[4]
- 2010 Random Access
- 2010 Mano Ahn, Sungeun Chang, Eunphil Cho, Yeoja Ddan, Subin Heo, Intergate, Jaechoul Jeoung, Dokyun Kim, Kimoon Kim, Minkyu Koh, Jihoi Lee, Jinwook Moon, Moowang Moon, Sohyun Moon, Adjong Park, Seungwon Park, post-EAT, Jinwoo Ryu, Rhee Sei, Joonghyup Seo, Mongjoo Son, Hojun Song, Vaemo, Donhwi Youn: The Penguin that goes to the Mountain
- 2010 Nam June Paik and Heman Chong (Singapore), Ronny Heiremans & Katleen Vermeir (Belgium), Saskia Holmkvist (Sweden), Christian Jankowski (Germany), Ray Johnson (United States), Jaewhan Joo (Korea), Kesang Lamdark (Switzerland/Tibet), Lim Tzay Chuen (Singapore), George Maciunas (United States), Gianni Motti (Italy), Ahmet Ogut (Turkey), Beom Kim (Korea): Trickster Makes This World
- 2011 Mediascape, à pas de Nam June Paik
- 2011 Agi, CHEN, Yang Ah Ham, Bubblyfish, Pors & Rao, Yoonseong Chang, VjVISUALOOP, Lee Hwa-Jin + Bahc Mioc, Changsun Koh, Seung Young Kim, Richi Owaki, Ujino: NJP Summer Festival – 21 Rooms
- 2011/12 TV Commune
- 2012 Didier Faustino, Loris Gréaud, Haroon Mirza, Susan Philipsz, Anri Sala, Takahiko Iimura, Yuko Mohri, Kichul Kim, Sei Rhee, Otomo Yoshihide, Tetsuya Umeda, Zimoun, John Cage, Nam June Paik: x_sound: John Cage, Nam June Paik and After
- 2013 Beom Kim, Mixrice, Sanghee Song, Santiago Sierra, Francis Alÿs, Melik Ohanian, Soosung Lee, Wan Lee, Nadia Kaabi-Linke, Ana Hušman: Gentle Disturbance – Talking Paik
- 2013/14 New Gameplay
- 2013/14 Doug Aitken: Electric Earth
- 2014 From Horse to Christo
- 2014 Variations of the Moon
- 2014 Lorenzo Bianda, Sompot Chidgasornpongse, Exonemo, Harun Farocki, Finger Pointing Worker, Paul Garrin, Mona Hatoum, William Kentridge, Taiyun Kim & Ji Hyun Yoon, Lee Boorok, Liz Magic Laser, Jill Magid, Bjørn Melhus, Okin Collective, Nam June Paik, Remove Architecture, Sanghee Song: Good Morning Mr. Orwell 2014
- 2015 Nam June Paik, David Atwood, Manfred Montwé, Joseph Beuys, Ira Schneider, Jud Yalkut, Peter Moore: TV is TV
- 2015 Nathaniel Mellors, Natalie Bookchin, Roh Jae Oon, Mioon, Sean Snyder, Albert Merino, Yangachi, Ann-Sofi Sidén, Euclid (Masahiko Sato + Takashi Kiriyama), Insane Park, Cha Ji-ryang: Super-spreader: media virus
- 2015 Siwon Kim + Jeewon Yoon + Soosung Lee, Woong Yong Kim, Dappertutto Studio, Seung Won Park, Yeong-Ran Suh, Jung Uk Yang, Min Oh, Sei Rhee, Mihye Cha, Eunjin Choi: 2015 Random Access
- 2015/16 Haroon Mirza: Circuits & Sequences
- 2015/16 Nam June Paik, Dick Higgins, Manfred Leve, Peter Moore, Ben Patterson, Ben Vautier: Intermedia Theater
- 2016 A.Typist (Taeyong Kim, Hankil Ryu, lo wie), Bubble Deck Auto Wash Charlotte Norm, Carsten Nicolai, Daisuke Yamashiro, David Haines, Isabella Fürnkäs, Joyce Hinterding, Jungki Baek, Raphaela Vogel, Ryu Biho, Sora Kim, UJINO, Vakki, Wang Yuyang, Zhang P: Wrap around the Time
- 2016/17 Point-Line-Plain-TV
- 2016/17 Gold Extra, Niklas Roy, Thatgamecompany, Dejobaan Games, Rafaël Rozendaal, London Studio & Sony Computer Entertainment, Lea Schönfelder & Peter Lu, Lucas Pope, Mario von Rickenbach, Mikengreg, Marc Lee, Nam June Paik, Vector Park, Bill Viola & USC Game Innovation Lab, Ah Keung & Awesapp, Atari, Anna Anthropy, Alan Kwan, Everyware, Jens M. Stober, Orhan Kipcak & Reinhard Urban, Zachary Libermann & Golan Lewin, Jeffrey Shaw, JODI, KIT (The Karlsruhe Institute of Technology), Christoph Niemann, Kiyoshi Furukawa & Masaki Fujihata & Wolfgang Münch, Molleindustria, Paidia Institute, Feng Mengbo, Peter Brinson & Kurosh ValaNejad, 11 Bit Studios, //////////fur////: New Gameplay
- 2017 AES+F, Ahmad Ghossein, Aida Makoto, Apichatpong Weerasethakul, Dinh Q. Lê, Harun Farocki, Hayoun Kwon, Ho Tzu Nyen, Ji Hye Yeom, Meiro Koizumi, Moon Kyungwon & Jeon Joonho, Muntean & Rosenblum, Nalini Malani, Song Dong, Wael Shawky, Xu Bing, Yang Fudong: Imaginary Asia
- 2017 Taeyeun Kim, Jinah Roh, diana band, !Mediengruppe Bitnik, Kelvin Kyung Kun Park, Insook Bae, Nam June Paik, Jongjun Son, Špela Petrič, Yang Zhenzhong, Unknown Fields, Unmake Lab, Zach Blas & Jemima Wyman, PROTOROOM, Joosun Hwang: Our Bright Future-Cybernetic Fantasy
- 2017/18 Ralf Baecker, Laurent Grasso, George Legrady, LIU Xiaodong, Rafael Lozano-Hemmer, Carsten Nicolai, Nam June Paik, Yan Lei, WANG Yuyang, ZHANG Peili: Datumsoria: The Return of the Real
- 2017/18 Blast Theory: You Start It
- 2017/18 Extraordinary Phenomenon, Nam June Paik
- 2018 Kim Heecheon, Yang Jian, Verena Friedrich: Edge of Now
- 2018 Gregory Battcock, Nam June Paik, Shigeko Kubota, Aldo Tambellini, Allan Kaprow, Otto Piene, James Seawright, Thomas Tadlock: More than 30 minutes
- 2018 Hyewon Kwon, Daum Kim, Ragnar Kjartansson/The National, Rosalind Nashashibi, Bojan Djordjev (with Katrian Popović and Siniša Ilić), Cécil B. Evans, Ed Atkins, Ignas Krunglevičius, Yunjung Lee, Everyday Practice, Femke Herregraven, Yang Ah Ham, Minki Hong: Common Front, Affectively
- 2018/19 Hwayeon Nam, Dappertutto Studio, Rimini Protokoll, Bahc Yiso, Nam June Paik, Blast Theory, Ahn Kyuchul, Unmake Lab × Data Union Collective, Okin Collective, Joseph Beuys, Jeoung Jae Choul, Part-time Suite, Heman Chong: Art Commons, Nam June Paik
- 2019 Rice Brewing Sisters Club, Listen to the city, Minha Park, Park Sunmin, Nam June Paik, Anaïs Tondeur, Jiyoung Yoon, Soyo Lee, Jenin Kii, Eunji Cho: Ecological Sense
- 2019/20 Trevor Paglen: Machine Visions
- 2019/20 Nam June Paik Media ‘n’ Mediea
- 2020 Woojin Kim, Lawrence Lek, Lawrence Abu Hamdan, Jaye Moon[5], Angelica Mesiti, Ji Hye Yeom, Juho Lee & Juseung Lee, Jesse Chun: The Future of Silence: When your tongue vanishes
- 2020/21 American Artist, Cao Fei, eobchae, Hyesoo Park, Jung Seung, Matthieu Cherubini, Sejin Kim, Sookyun Yang, Wesley Goatley, Yunchul Kim: Reality Errors
- 2020/21 Nam June Paik TV Wave
- 2020/21 Doug Aitken: I Only Have Eyes for You
- 2021 Gu Minja, Laure Prouvost & Jonas Staal, Song Min Jung, Jun Sojung, Johanna Billing, Bad New Days, Park Sunmin, Park Seungwon: Tactics
- 2021 Insook Bae, Bleeptrack, BNAG, SeungBum Kim, Bernd Lintermann, Christian Lölkes, Martin Nadal & César Escudero Andaluz, Nam June Paik, MeeNa Park, Sebastian Schmieg & Silvio Lorusso, Seoul Express, Cornelia Sollfrank, Unmakelab, Peter Weibel: Open Codes. Networked Commons[6]
- 2021/22 Nam June Paik, Erik Andersch, Ay-O, Klaus Barisch, Joseph Beuys, George Brecht, John Cage, Willem de Ridder, Robert Filliou, Geoffrey Hendricks, Dick Higgins, Takehisa Kosugi, Manfred Leve, George Maciunas, Jonas Mekas, Manfred Montwé, Peter Moore, Charlotte Moorman, Yoko Ono, Benjamin Patterson, Mieko Shiomi, Karlheinz Stockhausen, Daniel Spoerri, Ben Vautier, Wolf Vostell, Robert Watts, Emmett Williams, Jud Yalkut, La Monte Young: Humor Has It

### Performances (Auswahl)
- 20. und 23. Juli 2011 Ujino: The Rotators, Okkyung Lee: Eternal Turning
- 21. und 22. Juli, 5. und 6. August 2011 Heekyung Cho: Wind Dance
- 29. und 30. Juli 2011 Atsuhiro Ito: V.R.S.S. 2011
- 6. August 2011 AKUMANOSHIRUSHI: Carry-In Project
- 12. und 13. August 2011 Hyun-Suk Seo: Desire Paths
- 10., 18. und 19. April 2015 Eunjin Choi (with Jung Uk Yang): Self Generative Theater
- 2. und 3. Mai 2015 Yeong-Ran Suh: One Spot Adventure
- 30. und 31. Mai 2015 Dappertutto Studio: Dappertutto Studio
- 22. März 2018 Yunjung Lee: Between Spot and Spine

### Symposien (Auswahl)
- 2009 NOW JUMP Festival, The Gift of Nam June Paik 1 Seminar
- 2009 The Gift of Nam June Paik 2: Re-tying the Gordian Knot
- 2010 Gift of Nam June Paik 3: Archeology of New Media
- 2011 Gift of Nam June Paik 4: Ecological Thinking Digitalisat
- 2012 Gift of Nam June Paik 5: Man-Machine Duet for Life Digitalisat
- 2013 Gift of Nam June Paik 6: Musically Yours, 1963–2013 Digitalisat
- 2014 Gift of Nam June Paik 7: Paik-Orwell Club : Warez Academy Digitalisat
- 2016 Gift of Nam June Paik 8: Reanimating NJP: Nam June Paik’s Interfaces Digitalisat
- 2017 Gift of Nam June Paik 9 Coevolution: Cybernetics to Posthuman Digitalisat
- 2018 Future museum: Public to Commons, Digitalisat
- 2019 Media Ecology: Revisiting TV Garden
- 2020 Living in the Postdigital, Reliving the Museum, Digitalisat

### Direktoren
- Young Chul Lee (auch Youngchul Lee, Young-chul Lee)[4]
- Manu Park[7]
- Jinsuk Suh[8]
- Seong Eun Kim
- Park Namhee

## Architektur
Das Museumsgrundstück liegt am Rand des Sangkal Parks: Das Gebäude wurde so ausgerichtet, dass es den Übergang zwischen der hügeligen Landschaft und der langgestreckten Erschließungsstraße bildet. Zum Außenraum hin krümmt sich die Fassade, so dass sich zwischen dem Gebäude und der Parklandschaft ein teilweise begehbarer Raum mit Zugang zum Park bildet. Das Gebäude wurde in der Entwurfsidee nicht als Objekt, sondern als Mittel oder Werkzeug, mit welchem eine Handlung ausgeführt wird, entwickelt. Seine dreidimensionale Form erinnert an ein Klavier.
Der Anlass für die Errichtung des Museums war der Erwerb von Arbeiten des Künstlers Nam June Paik (NJP) durch die koreanische Gyeonggi Cultural Foundation. Den von der International Union of Artists (UIA) 2003 ausgelobten internationalen Wettbewerb mit 439 eingereichten Arbeiten gewann die Berliner Architektin Kirsten Schemel mit einem Entwurf unter dem Titel Matrix für Paik. Zur Realisierung gründete sie mit der Architektin Marina Stankovic die Projektpartnerschaft KSMS Schemel Stankovic Ges. von Architekten mbH Berlin. Mit dem Kurator John Hanhardt vom NJP Studio aus New York sowie mit dem NJP Museum Building Committee wurde die Planung unter der Federführung von Marina Stankovic weiterentwickelt. Der Baukörper musste aus Kostengründen auf die Hälfte reduziert werden. Die ursprüngliche Entwurfsidee einer Matrix-Fassade wurde von den Kuratoren als eine zu direkte Medienkunst-Interpretation verstanden. In Versuchsreihen entwickelten die Architektin daraufhin eine Fassade aus mehreren dunklen Glasschichten mit unterschiedlichen Reflexionsgraden. Sie sollte durch die Spiegelungen die Grenze zwischen Objekt und Umgebung verwischen.
Die Werkplanung und Umsetzung übernahmen die Kontaktarchitekten Chang-Jo und Hyun B. Kim vor Ort. Noch vor der Grundsteinlegung starb Nam June Paik in Miami. Paiks Frau, die Videokünstlerin Shigeko Kubota vertrat ihn deshalb bei der Breaking ground ceremony am 9. Mai 2006. Diese Zeremonie wird in Korea als ein Verletzen des Bodens aufgefasst, bei der negativen Energien entstehen. Damit sich diese nicht auf Einzelne übertragen, wird die Verantwortung auf alle Beteiligten aufgeteilt. Das Committee, die Politiker und die Architekten betätigten gemeinsam den Knopf, der die Bodenarbeiten auslöste.
Im Jahr 2017 wurden Räume im Untergeschoss umgenutzt, die Ausstellungs- und Lobbyfläche erweitert und Bestandsräume renoviert. Den Auftrag erhielt die Projektpartnerschaft N H D M, Nahyun Hwang + David Eugin Moon mit ALab Architects.

### Auszeichnungen
- 2008 Siebzehnter Korean Architecture Award, Großer Preis[9]
- 2008 Vierter Korea Civil Engineering & Construction Award, Erster Preis[9]
- 2009 Gyeonggi-do Architecture Award, Silberner Preis[9]
- 2009 Good Construction Award, Exzellenzpreis[9]
- 2018 AIANY Design Awards[12]

## Nam June Paik Art Center Award
Der Preis wurde seit 2009 vergeben. Mit ihm werden Künstler und Theoretiker ausgezeichnet, deren Arbeiten im Sinne von Nam June Paik Kunst und Technologie miteinander verbinden, neue Kommunikationswege beschreiten, mit dem Publikum interagieren und Musik, Performance und bildende Kunst dabei verschmelzen.
- 2009 Seung-Taek Lee, Eun-Me Ahn, Ceal Floyer, Robert Adrian X (Künstler)[13][14]
- 2010 Bruno Latour (Philosoph, Soziologe)[15]
- 2012 Doug Aitken (Künstler)[13]
- 2014 Haroon Mirza (Künstler)[13]
- 2016 Blast Theory (Künstlergruppe)[16]
- 2018 Trevor Paglen (Künstler)[17][18]
- 2020 CAMP (Künstlergruppe)[19]
- 2024 Joan Jonas

## Trivia
Teil von Paiks Werken im Museum sind 296 Kathodenstrahlmonitore, die auf Grund der geringen Nachfrage kaum noch produziert werden. Zeitgenössische Flachbildschirme beeinträchtigen die Anschauung und Ästhetik der Werke. Vorsorglich hält man deshalb drei Ersatzmonitore für jeden Röhrenmonitor vor und hofft auf zukünftige technische Entwicklungen mit gebogenen Bildschirmen.